# Селихново (Пушкіногорський район)
Селихново (рос. Селихново) — присілок в Пушкіногорському районі Псковської області Російської Федерації.
Населення становить 49 осіб. Входить до складу муніципального утворення Муніципальне утворення Пушкіногор'я.

## Історія
Від 2015 року входить до складу муніципального утворення Муніципальне утворення Пушкіногор'я.

## Населення
| 2001 | 2002 | 2010 |
| ---- | ---- | ---- |
| 76   | ↘74  | ↘49  |